# Max Davis
Max Leroy Davis (ur. 16 sierpnia 1945 w Townsville) – australijski duchowny rzymskokatolicki, ordynariusz polowy Australii w latach 2003-2021.

## Życiorys
Święcenia kapłańskie przyjął 31 października 1971 w archidiecezji Perth. Od 1975 pracował jako kapelan w różnych jednostkach Royal Australian Navy. W 1993 został wikariuszem generalnym Ordynariatu Polowego, w tym samym roku otrzymał tytuł prałata honorowego Jego Świątobliwości.
16 lipca 2003 papież Jan Paweł II mianował go ordynariuszem polowym. Sakry udzielił mu 22 sierpnia 2003 jego poprzednik, bp Geoffrey Mayne. 24 maja 2021 przeszedł na emeryturę.
W 1997 został odznaczony Orderem Australii.